# Pseudoperonospora cubensis
La peronospora delle cucurbitacee (Pseudoperonospora cubensis) è tra le principali malattie fogliari di zucca, zucchino, melone, anguria, cetriolo e cucurbitacee in genere, sia in coltura protetta che in pieno campo.

## Distribuzione geografica
Pseudoperonospora cubensis è diffusa in tutto il mondo, con attacchi particolarmente gravi in zone a clima temperato caldo o tropicale. Ha particolare virulenza nelle zone del bacino mediterraneo come Nord Africa, Grecia e Medio Oriente.
È stata osservata per la prima volta a Cuba nel 1868; in Italia è stata segnalata per la prima volta in Umbria nel 1972 su melone.

## Ospiti
Pseudoperonospora cubensis è stata osservata su più di 40 specie, distribuite in circa 20 generi di cucurbitaceae; in particolare 10 ospiti appartengono al genere Cucumis. Studi recenti, hanno individuato ulteriori specie di Cucumis suscettibili.
Tra le specie attaccate di particolare gravità sono i danni causati sui generi Cucurbita, Cucumis e Citrullus, ai quali appartengono specie di rilevante importanza economica.
Sono state segnalate 5 razze fisiologiche di Pseudoperonospora cubensis, in base al livello di compatibilità tra il patogeno e le specie ospiti. Tutte le razze fisiologiche hanno rilevato un'elevata compatibilità con cetriolo e melone, ma una compatibilità più bassa con anguria e zucca. Recentemente, In Israele, è stata descritta una sesta razza fisiologica, altamente compatibile con cetriolo, zucca e melone e poco compatibile con anguria.

## Sintomatologia ed identificazione
Pseudoperonospora cubensis è un patogeno obbligato e biotrofico, specifico su cucurbitaceae che cresce nello spazio intercellulare dei tessuti dell'ospite. 
I sintomi iniziali sono rinvenibili sulla pagina superiore delle foglie e appaiono come piccole macchie poligonali delimitate dalle nervature fogliari, di colore grigio chiaro. Successivamente tendono a diventare color giallo brillante. Le foglie colpite, negli stadi iniziali, appaiono quindi con macchie simili ad un mosaico. In seguito le macchie tendono ad ingrandirsi, a confluire e a necrotizzare assumendo una colorazione brunastra. A questo punto la foglia dissecca e si incurva, rimanendo però attaccata al fusto tramite il picciolo.
La sintomatologia sulle foglie può variare a seconda della specie attaccata; su melone e anguria, le macchie fogliari possono essere meno distinte, con margini poco definiti.
Se le condizioni ambientali sono favorevoli, nella pagine inferiore delle foglie, in corrispondenza delle macchie appare una muffetta di colore grigiastro - viola che rappresenta la sporulazione del microrganismo, costituita dai rami sporangiofori che erompono attraverso gli stomi.
In genere i sintomi sono più evidenti sulle foglie, ma possono essere colpiti anche piccioli, stelo e cotiledoni. Sui fiori si osserva l'aborto e l'arresto dello sviluppo.
Le piante colpite possono presentare crescita stentata, vegetazione disseccata o anche morte precoce se sono infettate molto giovani. La maturazione dei frutti risulta compromessa con abbassamento della produzione e della qualità, in quanto la riduzione della capacità fotosintetica della pianta si riflette in un minor accumulo di zuccheri. Più le infezioni sono precoci, più le ripercussioni sulla produzione saranno gravi. Raramente i frutti appiono deformati e con macchie idropiche.
Pseudoperonospora cubensis presenta rami sporangiofori biramificati e terminanti in un sottile apice ricurvo.
Gli sporangi, inseriti singolarmente sugli sporangiofori, sono ovoidali – ellittici, e misurano 20 – 40 x 14 – 25 µm. All'estremità distale è presente una papilla. Essi producono zoospore reniformi, biflagellate con diametro di 10 - 13 µm.
Le oospore misurano 20 – 40 µm di diametro ma sono prodotte solo raramente. Il micelio è ialino, cenocitico e intercellulare, con ife dal diametro di 5,4 - 7,2 µm.

## Biologia ed epidemiologia
Pseudoperonospora cubensis sverna come micelio su cucurbitaceae spontanee che fungeranno da fonte di inoculo. Le oospore sono state osservate raramente e la loro importanza nella diffusione della malattia è limitata. Può inoltre essere propagata tramite semente infetta. I propaguli possono essere trasportati dal vento, dagli schizzi di pioggia, dagli attrezzi agricoli dai vestiti e dalle mani degli operatori. Predilige climi umidi e temperature fresche, ma può sopportare brevi periodi con temperature elevate. Lunghi periodi caldi e secchi bloccano la diffusione della malattia.
La propagazione agamica avviene tramite formazione sugli sporangiofori di sporangi prodotti in condizioni di umidità relativa dell'aria del 100% per almeno 6 ore con una temperatura di 15 – 20 °C. Gli sporangi germinano, rilasciando 2-15 zoospore mobili che, trasportate dal vento o dagli schizzi d'acqua, giungono su tessuti recettivi; quindi si dirigono verso gli stomi fogliari e in presenza di un velo d'acqua per almeno 2 ore a 20 – 25 °C germinano emettendo un tubulo germinativo che penetra nello stoma e inizia a colonizzare la foglia. Il periodo di incubazione, prima che siano visibili i sintomi è di 3 – 12 giorni a seconda della densità di inoculo, della temperatura e dell'umidità.
La maggior parte della sporulazione avviene di notte, mentre la massima dispersione delle spore si ha al mattino.
La malattia è favorita da temperature di 15 – 25 °C e 18 ore di luce; se le temperature superano i 30 °C la propagazione del patogeno subisce una forte inibizione.

## Lotta
La difesa dalla peronospora delle cucurbitacee presenta alcuni punti critici che dipendono da alcune caratteristiche proprie delle specie coltivate e dalle tecniche colturali seguite. In particolare rappresentano un problema l'elevato tasso di sviluppo vegetativo, che comporta un alto numero di interventi per proteggere gli organi neo-formati e il portamento prostrato di alcune specie, come il melone e l'anguria che durante il trattamento fungicida rende difficoltosa la bagnatura di tutte le parti della vegetazione. È quindi importante avvalersi congiuntamente delle tecniche agronomiche e chimiche di lotta.

### Lotta agronomica
La prevenzione è un elemento fondamentale per la lotta alla peronospora delle cucurbitacee e deve essere volta ad evitare l'instaurarsi di condizioni ambientali favorevoli al patogeno.
- privilegiare siti di coltivazione esposti al sole
- limitare i ristagni idrici e l'umidità eccessiva, garantendo un ottimo drenaggio del terreno
- distruggere i residui infetti
- ridurre l'umidità nelle serre
- nelle serre permettere un buon ricambio di aria
- impiegare, se disponibili, cultivar resistenti
- evitare irrigazioni a pioggia soprachioma
- gestire accuratamente fertilizzazione, in particolare quella azotata evitando eccessi o carenze
- effettuare ampie rotazioni
- evitare un'eccessiva fittezza d'impianto

Se le condizioni ambientali sono favorevoli, diventa però molto difficile ottenere un buon contenimento della malattia semplicemente avvalendosi di tecniche agronomiche e preventive. Diventa quindi indispensabile ricorrere alle tecniche di difesa chimica.

### Lotta chimica
Un grande limite della difesa chimica su cucurbitacee è il rispetto degli intervalli di sicurezza, in quanto la raccolta viene eseguita scalarmente, a volte anche con cadenza giornaliera. È quindi fondamentale disporre di fungicidi efficaci e con un breve intervallo di sicurezza. Tra i principi impiegabili si ricordano:
- Fenamidone + fosetyl Alluminio
- cyazofamide[9]
- dimetomorf + rame ossicloruro
- Fosetyl Alluminio[7]

I formulati contenenti principi attivi appartenenti al gruppo dei QoI come azoxystrobin e famoxadone stanno mostrando una progressiva perdita di efficacia in questi ultimi anni, dovuta allo sviluppo di resistenze da parte del patogeno.